# 쓰루타 미치히로
쓰루타 미치히로(일본어: 鶴田 道弘, 1968년 1월 4일 ~ )는 일본의 전 축구 선수이다.

## 구단 경력
1990년 일본 사커 리그의 토요타 자동차(나고야 그램퍼스 에이트)에 입단했다. 1994년까지 51경기에 출전하여, 2득점을 넣었다. 1995년 재팬 풋볼 리그의 비셀 고베로 이적했다. 1996년후 현역 은퇴. 2000년 J2리그의 방포레 고후에서 활동했다.